# 2010年1月15日日食
2010年1月15日日食是一次日環食，發生於2010年1月15日。新月當天（即朔日），地球上觀測到月球和太阳的角距離極小，此時月球如果恰好在月球交點附近，穿過太阳和地球之間，與地球、太阳接近一直線，則會出現日食。月球穿過太阳和地球之間，但距地球較遠，本影未能接觸地表，而使偽本影覆蓋的區域內看到月球的角直徑小於太陽，就形成日環食，同時在偽本影兩側數千公里的半影範圍內形成日偏食。此次日環食經過了乍得、中非、刚果民主共和国、乌干达、坦桑尼亚、肯尼亚、索马里、塞舌尔、马尔代夫、印度、斯里蘭卡、孟加拉国、缅甸、中國，日偏食則覆蓋了歐亞大陸和非洲兩大陸的大部分及部分周邊地區。此次日環食的最長持續時間為11分10.7秒，是1992年1月4日以來最長的日環食，這一紀錄直到3043年12月23日才會打破。

## 日食概況

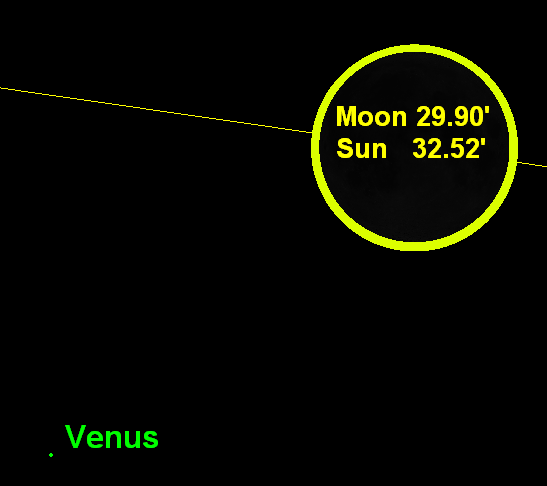
本次日環食時日月視直徑對比，以及太阳西南約1.5°的金星位置的示意圖

### 出現區域
中非共和國瓦姆-彭代省與乍得東洛貢區交界處附近最先在日出時看到日環食。隨後月球偽本影向東劃過非洲，進入印度洋，劃過塞舌尔和马尔代夫的部分島嶼，其中在马尔代夫以西約400公里的洋面達到最大食分。此後偽本影繼續向東北移動，擦過印度南端與斯里蘭卡北部，再跨過孟加拉灣，擦過孟加拉国、印度兩國一角並斜貫缅甸、中國，在日落時分結束於山东半岛。其中，環食帶共覆蓋了四個首都——中非班基、乌干达坎帕拉、肯尼亚奈洛比、马尔代夫馬累。
偽本影經過的陸地包括：
- ：西洛貢區東南一角、東洛貢區中南部、芒杜爾區西南部；
- 中非：瓦姆-彭代省中東部、納納-曼貝雷省東半部、曼貝雷-卡代省東北部、瓦姆省除東北角外的大部、翁貝拉-姆波科省除最南端外的絕大部分、洛巴耶省北部、纳纳-格里比齐省南半部、凱莫省、瓦卡省除北部外的大部、下科托省、姆博穆省西南半部、上姆博穆省西南角；
- 刚果民主共和国：赤道省北部、東方省（英语：Orientale Province）北半部、北基伍省北部；
- 乌干达：西部區中北部、中部區除西南部外的大部、北部區南部、東部區除最北端外的絕大部分；
- 坦桑尼亚：擦過該國北端馬拉區北部；
- ：西部省，尼揚扎省除米戈利郡極東南一小角外的絕大部分，裂谷省的西波克特郡南半部、特蘭斯-恩佐亞郡、埃爾格約-馬拉奎特郡、瓦辛基蘇郡、南迪郡、凱里喬郡、博美特郡、納羅克郡除南側外的大部、圖爾卡納郡南端、巴林戈郡、桑布盧郡南半部、納庫魯郡、萊基皮亞郡、卡耶亞多郡北部，中部省，奈洛比省，东部省的伊希約洛郡、梅魯郡、薩拉卡尼蒂郡、恩布郡、馬查科斯郡、馬瓜尼郡北半部、基圖伊郡除南端外的大部，滨海省的塔納河郡除西南角外的大部、基利菲郡北端、拉穆郡，东北省的加里薩郡除北端外的大部、瓦吉爾郡最南端；
- ：下朱巴州南半部；
- 塞舌尔：伯德島、丹尼斯島、阿里德島；
- 馬爾地夫：最北覆蓋了拉環礁除最北端以外的絕大部分和沙維亞尼環礁南端，最南覆蓋了塔環礁北半部；
- 印度：第一次過境劃過喀拉拉邦南部、泰米尔纳德邦東南部和本地治里聯邦屬地的開利開爾，第二次過境劃過米佐拉姆邦南部；
- 斯里蘭卡：西北省北半部、北中省北部、北部省除西北角外的絕大部分、東部省北端；
- ：吉大港專區東南部；
- 緬甸聯邦：若開邦北半部、欽邦中南部、馬圭省北半部、實皆省南半部、曼德勒省北半部、撣邦北部、克欽邦南部；
- 中国：云南省中北部、四川省東南部、贵州省北部、重庆市除東南角以外的絕大部分、陕西省東南部、湖南省西北角、湖北省西北半部、河南省大部、安徽省北部、江苏省北部、山东省除西北及半島最東端外的大部。[3][4]

除了上述狹窄的環食帶內能看到日環食之外，月球半影覆蓋範圍內都能看到日偏食，包括除北非西部、西非西部、南非共和國南部外的非洲大部分地區，欧洲東南部，除俄罗斯北部和東部、中國東北角、日本東半部、印尼東半部、東帝汶外的亚洲大部分地區，以及印度洋諸島嶼。

此次日環食過程中月影在地表移動的動畫

### 基本參數
由於地球位於近日點附近，月球位於远地点附近，本次日環食的環食帶較寬，持續時間長，食分小（日月視直徑差異大，表現為太阳被遮掩後看到的「環」較粗）。在持續時間最大的地點，偽本影在地面覆蓋了337.2公里，日環食持續了11分10.7秒，而環食帶的中心點在其東北約330公里，偽本影直徑和持續時間都稍短一些。儘管在一個沙羅周期之前的1992年1月4日發生過持續更長的日環食，但在此之後直到3043年12月23日才有日環食的持續時間超過本次，因此有媒體用「千年日環食」來稱呼本次日食。
- 類型：日環食
- 食甚中心處（位于马尔代夫以西約400公里的印度洋）資料：
  - 時間：2010年1月15日7:06:32.8
  - 地點：1°37.4′N 69°17.4′E / 1.6233°N 69.2900°E
  - 食分：0.9190（環食帶內最大）
  - 太陽高度角：66.4°
  - 太陽方位角：164.9°
  - 偽本影寬度：333.1公里
  - 日環食持續時間：11分7.8秒
- 環食最長處資料：
  - 時間：2010年1月15日6:54:30
  - 地點：0°13′N 66°39′E / 0.217°N 66.650°E
  - 太阳高度角：65.6°
  - 太陽方位角：151.8°
  - 偽本影寬度：337.2公里
  - 日環食持續時間：11分10.7秒（環食帶內最長）[6]

## 觀測

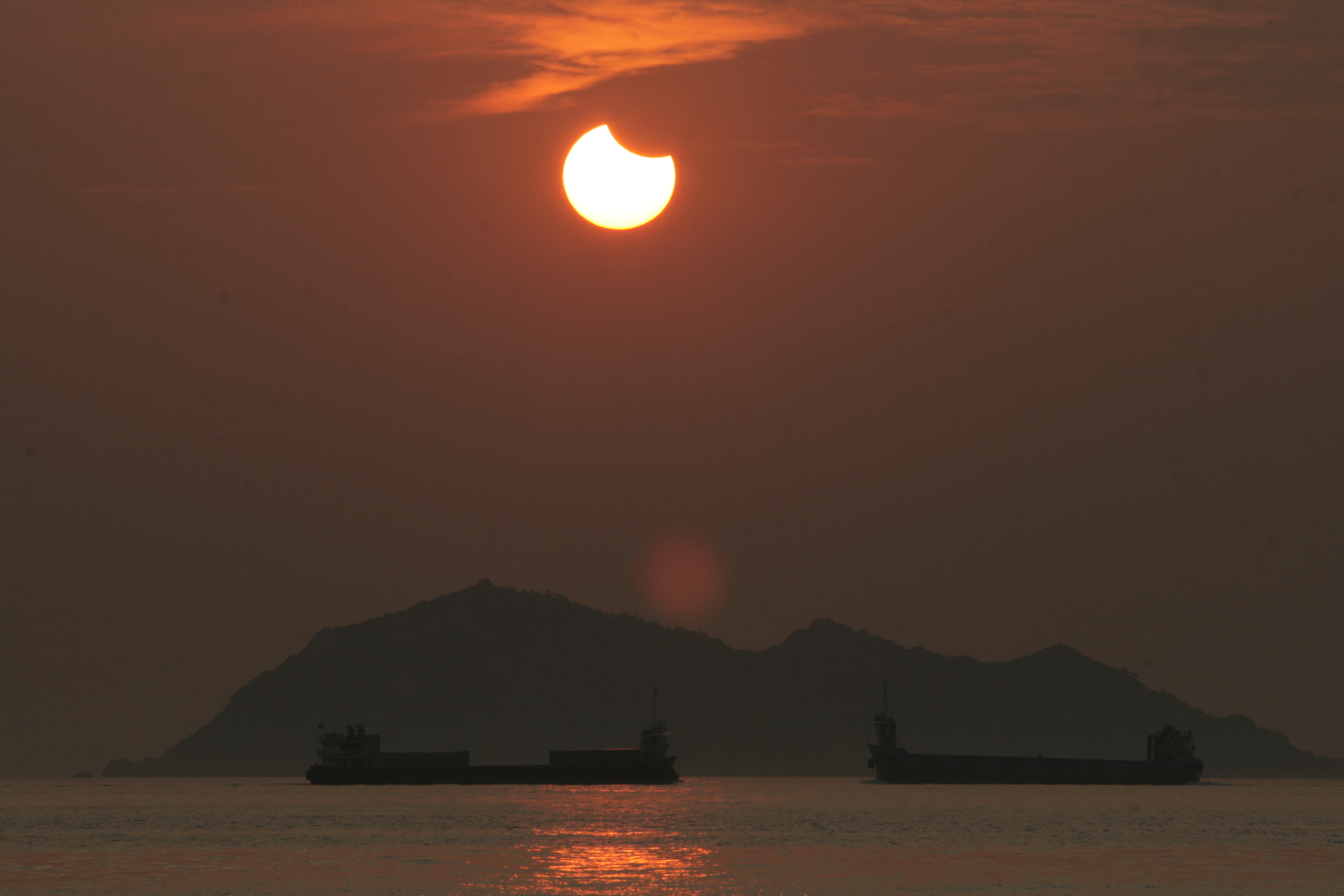
香港屯門龍鼓灘在當地時間下午5時41分所拍攝的日偏食。當地將在19分鐘後日落。

本次日環食從喀拉拉邦沿海進入印度，錫魯萬納塔普拉姆附近是該國最先看到日環食的地點，當地配備了望遠鏡等觀測設備，向公衆開放觀測。位於當地的維庫拉姆·薩拉巴伊航天中心在1月14日和15日先後發射了9枚探空火箭，到達約116公里高空收集資料，而萨迪什·达万航天中心還發射了一枚更大的火箭到達548公里高空，檢測太陽輻射快速變化對电离层的影響。由於當地地處热带，且此次日環食持續時間長，又發生於太陽輻射強烈的中午時分，觀測價值格外突出。此外，當地也在學校安裝望遠鏡，組織學生觀測。而來自德国的一支觀測隊也在當地觀測了日環食。由於環食帶還從海上經過，印度傳播和教育者科普聯合會在一艘開赴马尔代夫的遊輪上提供了天文望遠鏡等觀測設備，以供乘客觀測。印度科普協會也組織普通民衆參與各項活動，以破除迷信。
在中國，太阳高度角最大、持續時間最長的日環食出現於云南省，中國科學院上海天文台佘山站派了觀測隊前往云南大理觀測。此外，四川、重庆部分地區雖然陰天，但在環食前不久略轉晴朗，成功看到了日環食。而環食帶在湖北境內覆蓋的地區則大多因陰雨未能看到。河南、山东也成功觀測了日環食，稍南邊的徐州一帶則受雲影響較嚴重，包括環食階段在內的全過程大半部分被雲層遮擋。而在整個環食帶末端的青島一帶，環食出現時即將日落，烏雲在覆蓋了太阳一段時間後又散去，成功看到殘缺的太阳落入海平面的帶食日落景象。

## 照片

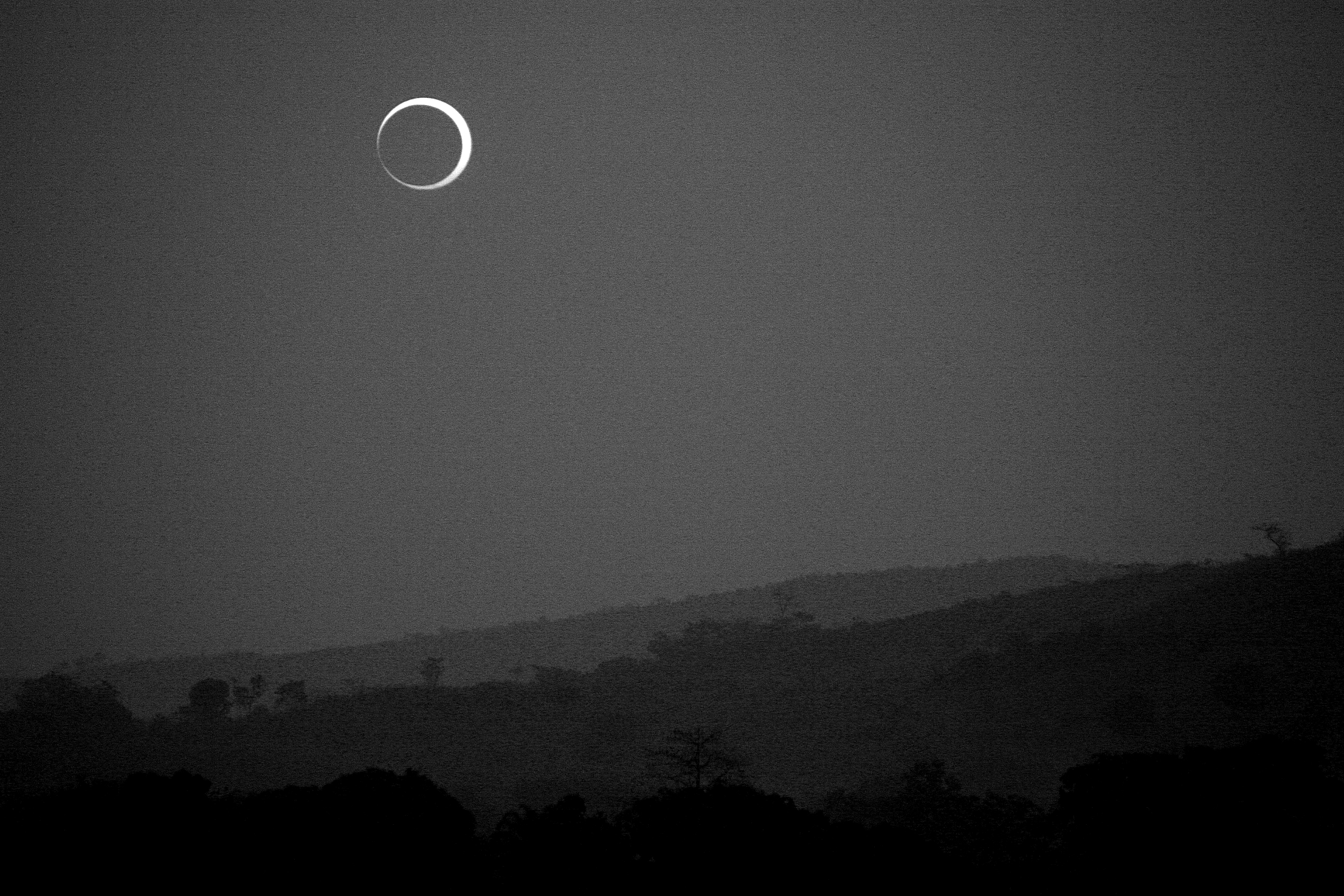
中非班基，5:19 UTC
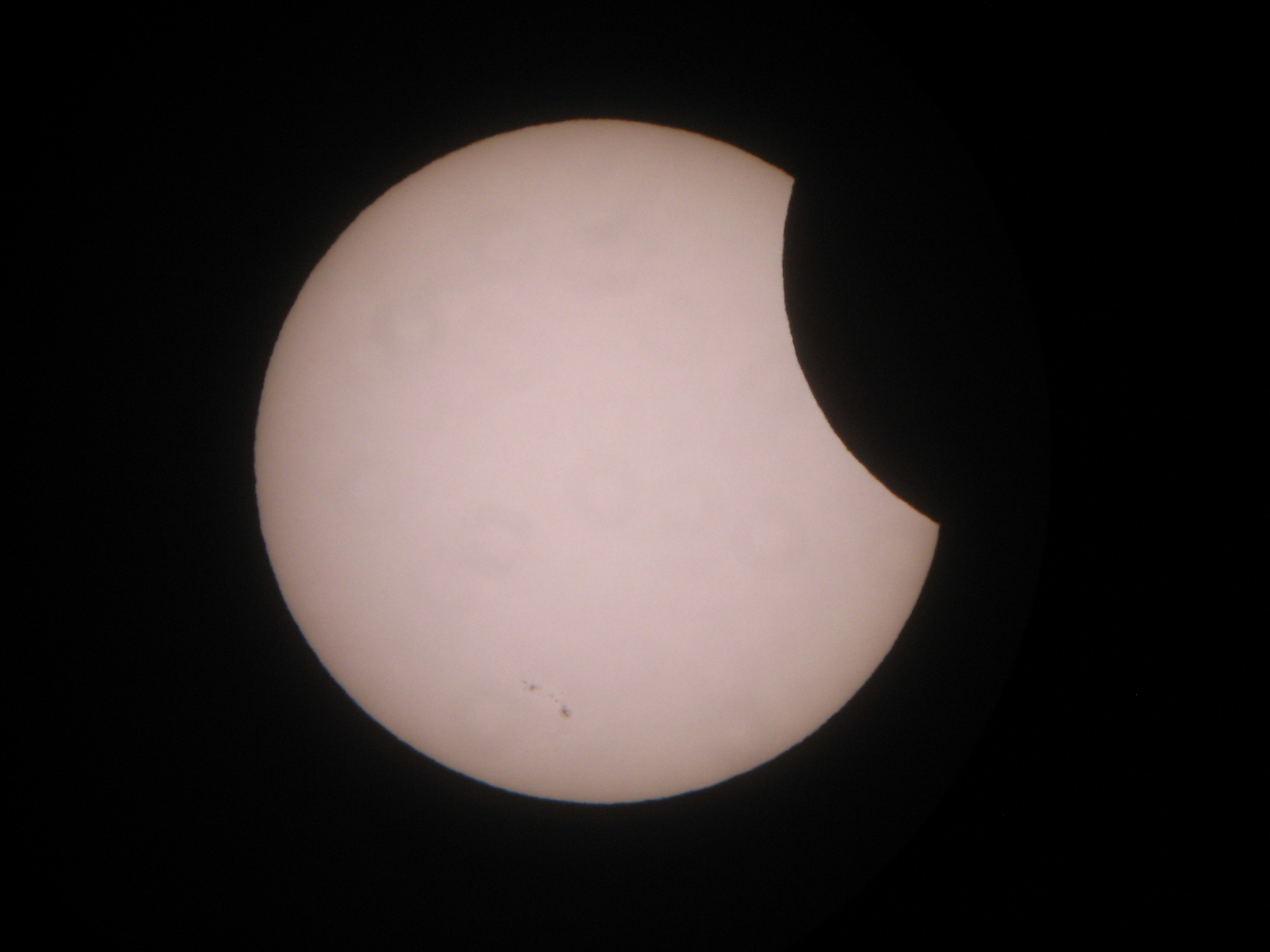
以色列德加尼亞阿勒夫（英语：Degania Alaf），5:41 UTC
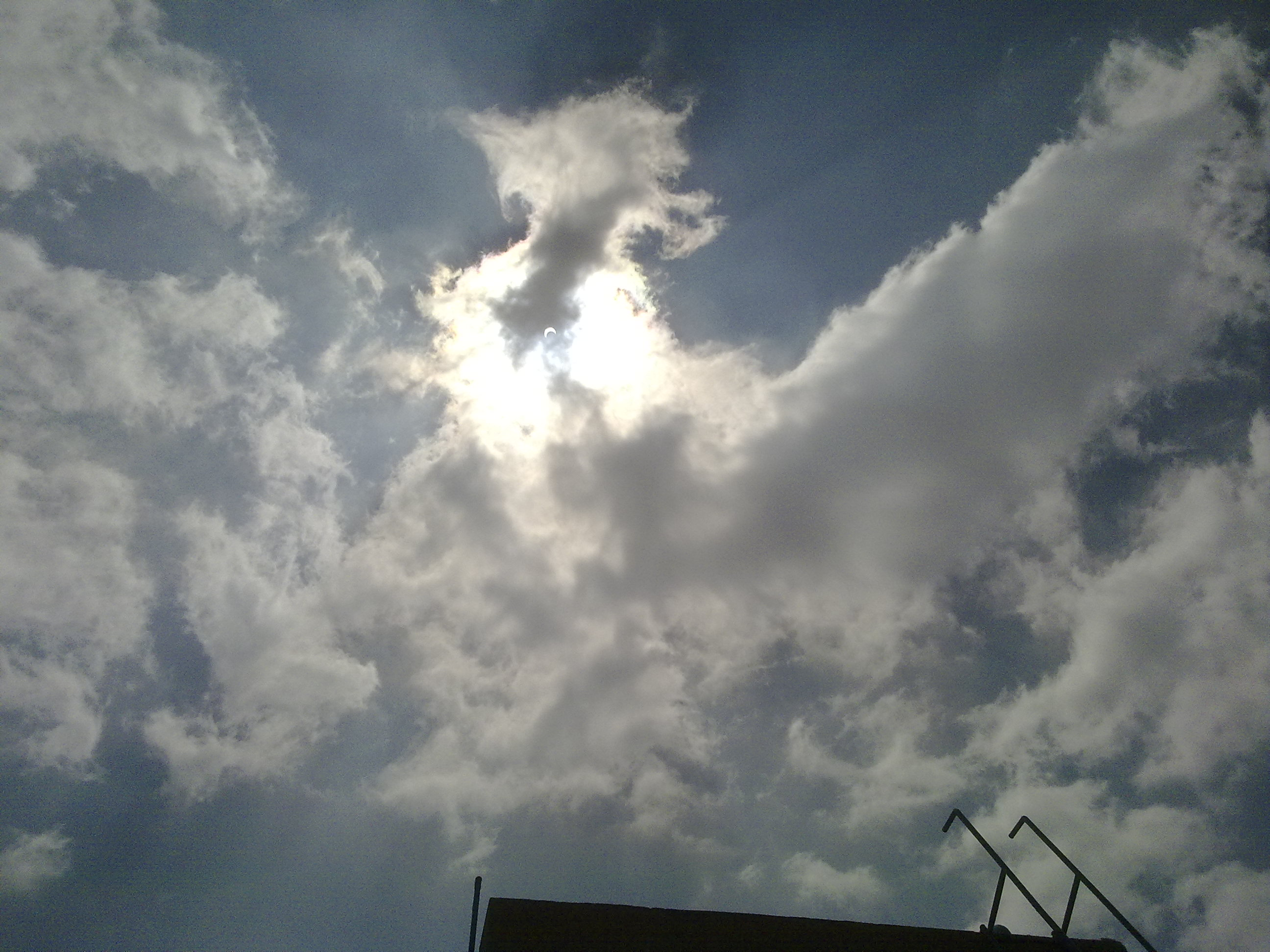
印度班加羅爾，7:20 UTC
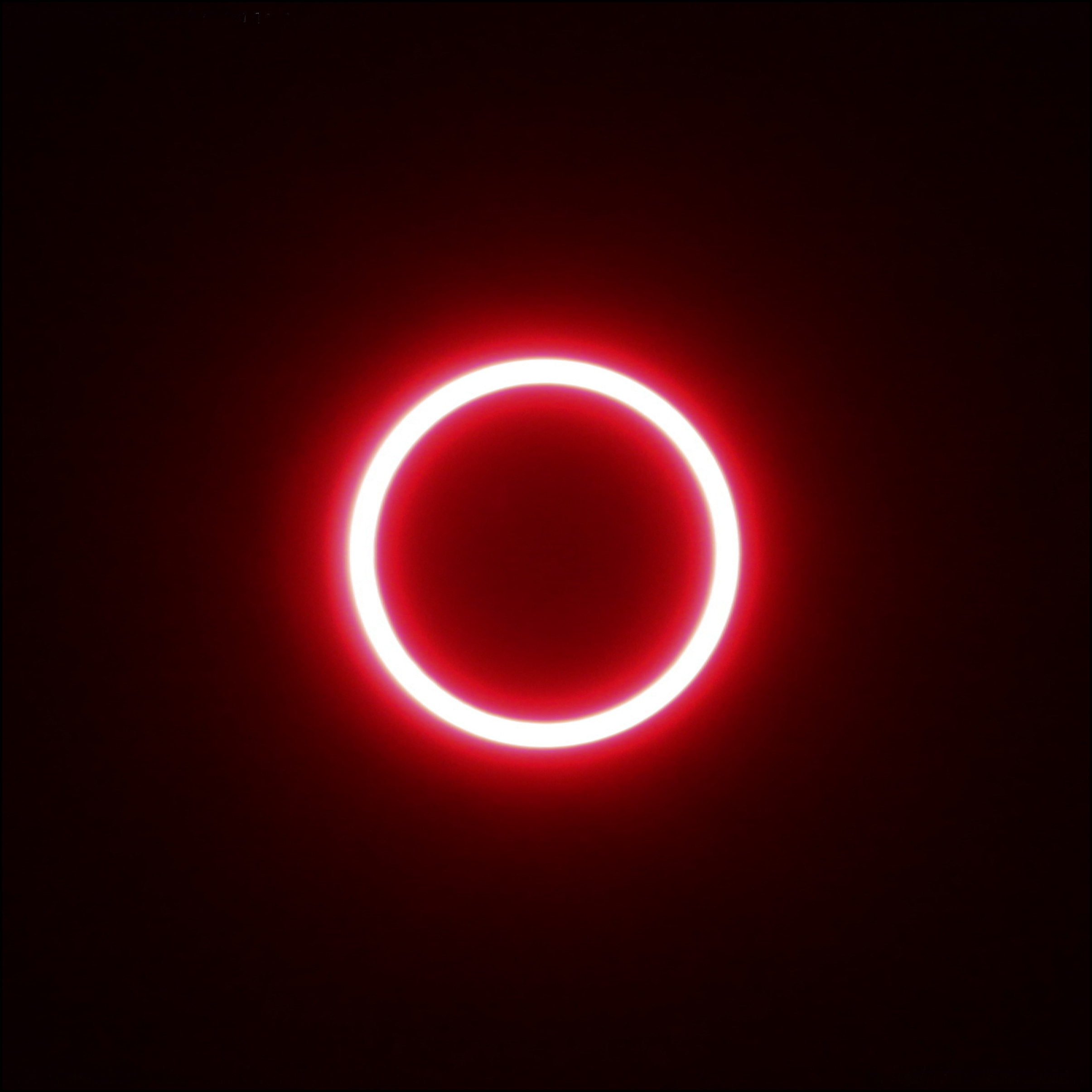
斯里蘭卡賈夫納，7:56 UTC
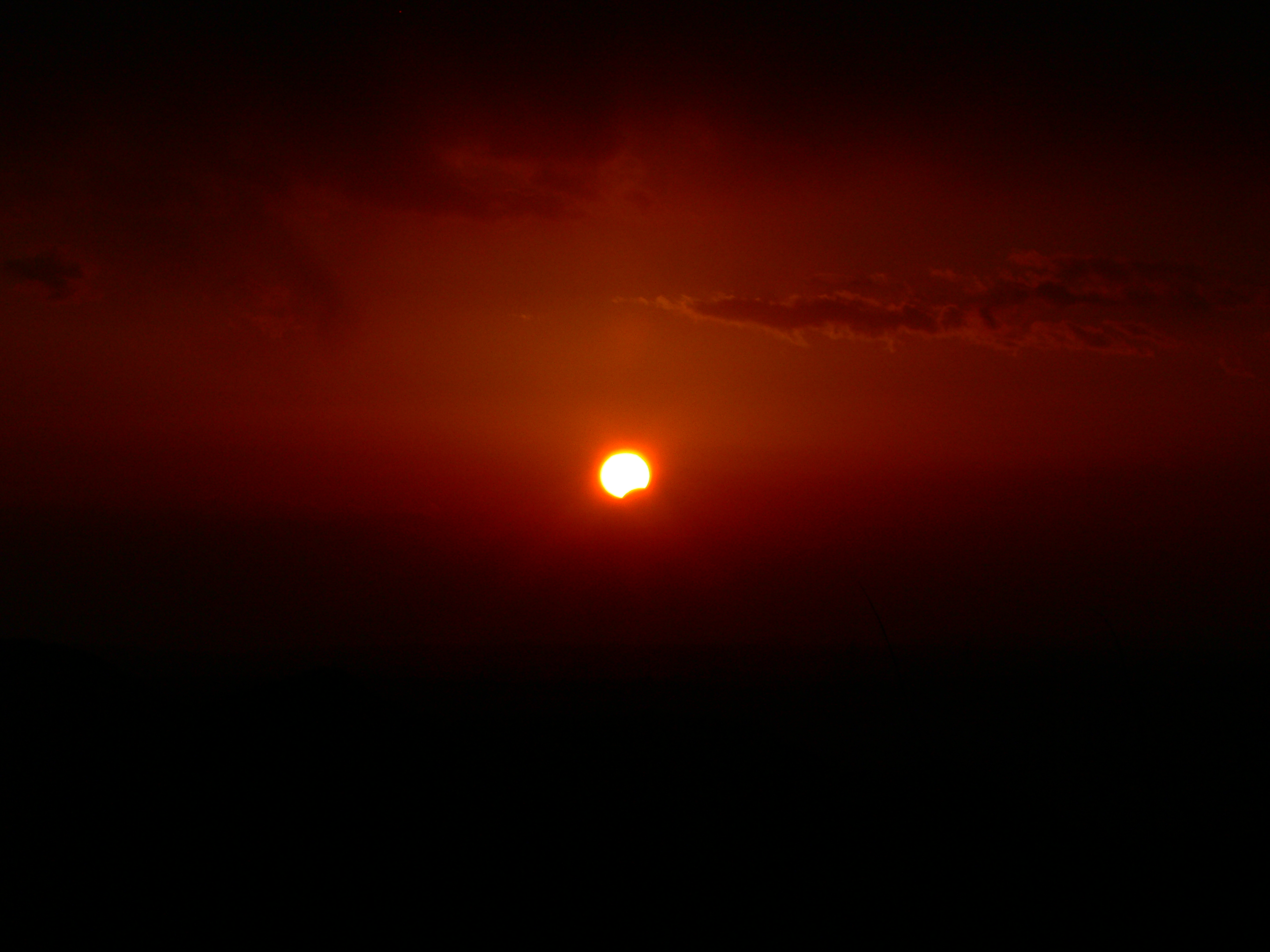
日本三田市，7:59 UTC
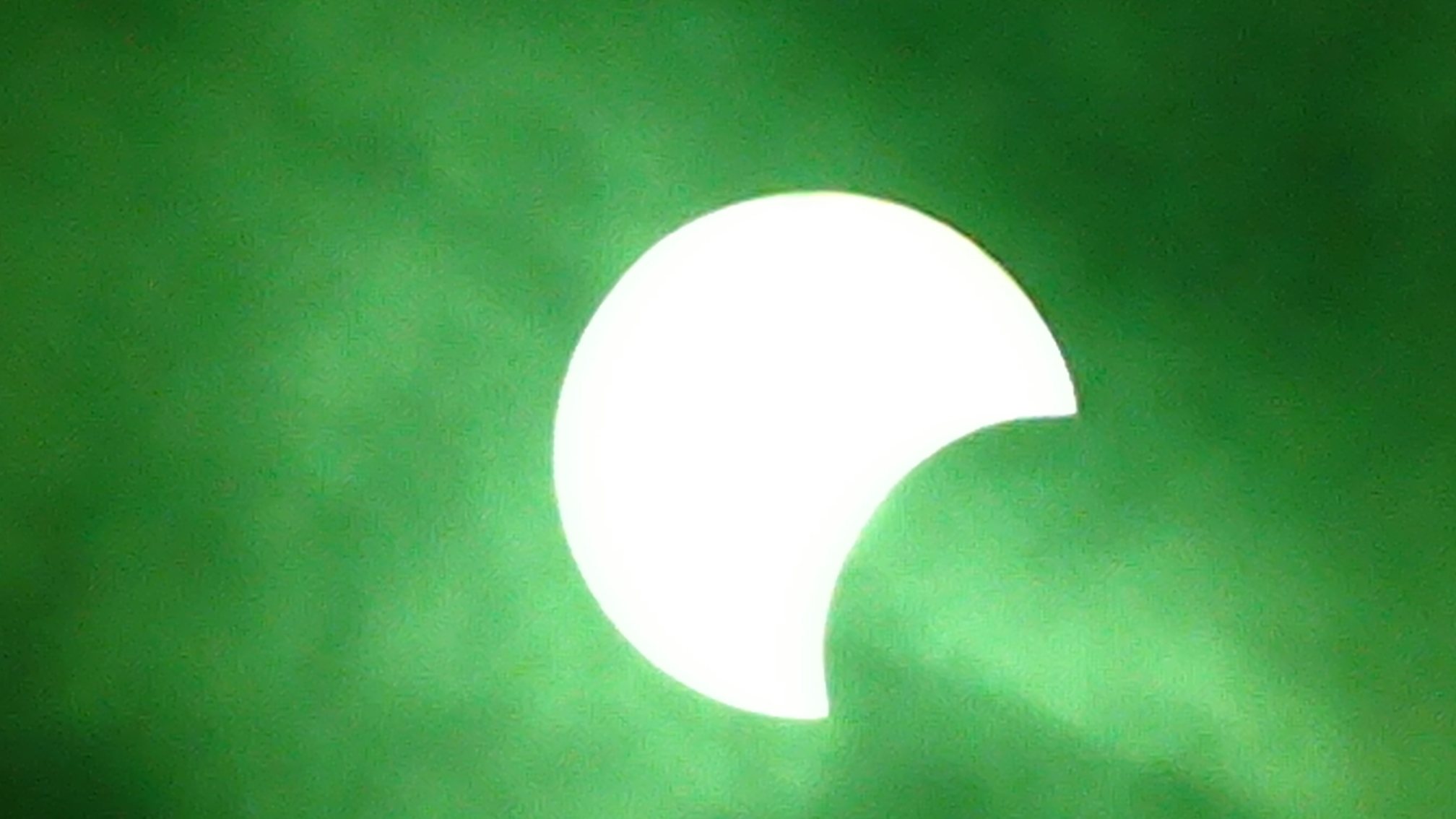
馬來西亞敦拉萨镇，8:05 UTC
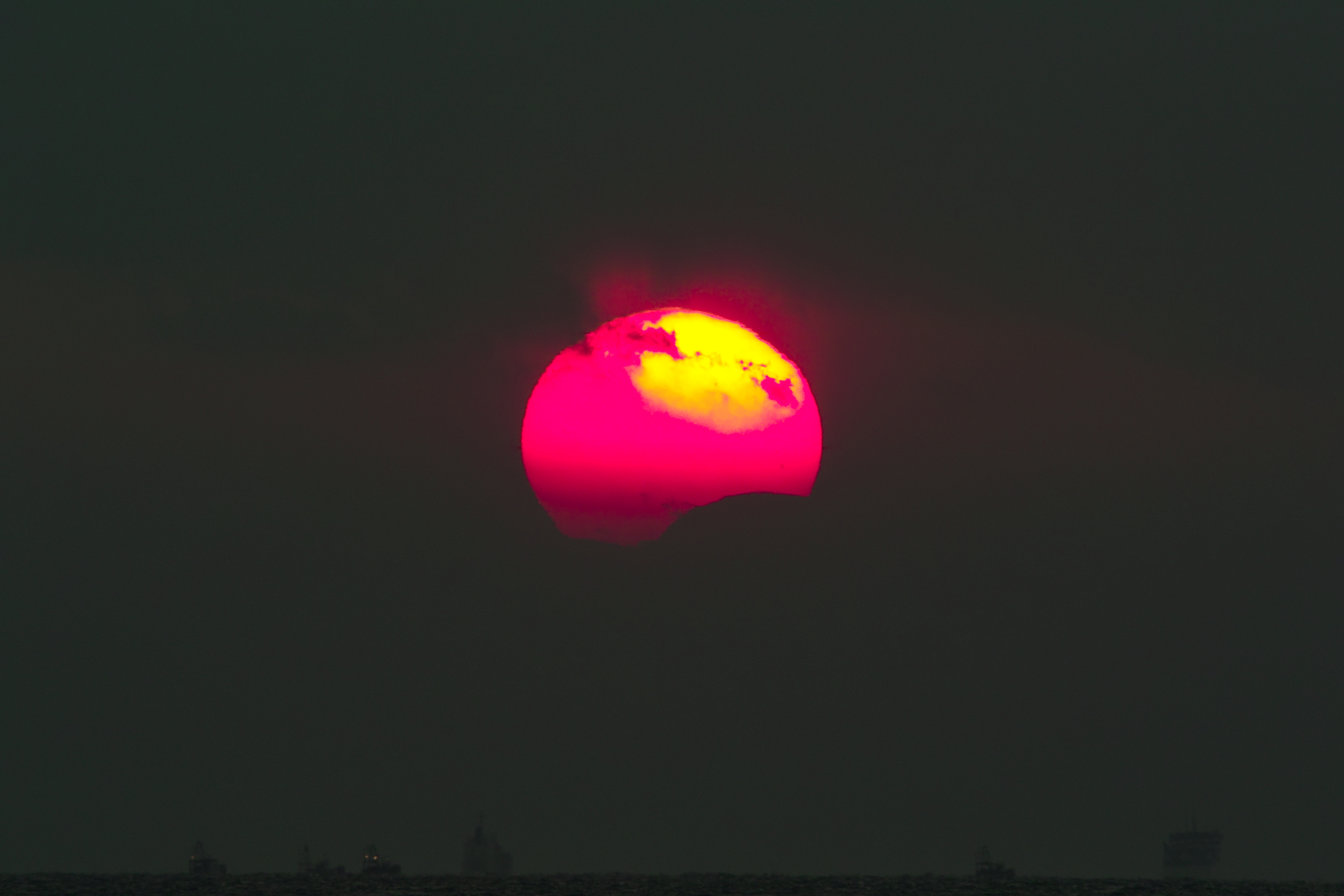
日本明石市，8:05 UTC
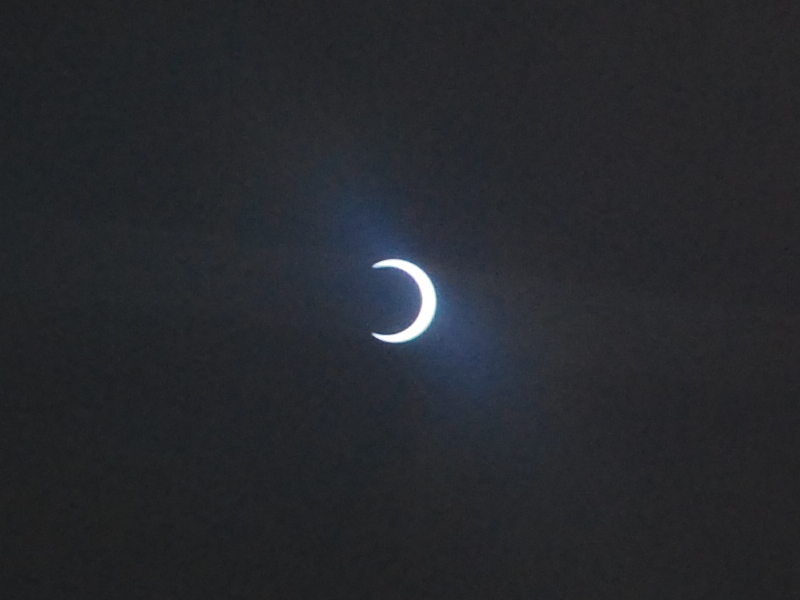
印度金奈，8:10 UTC
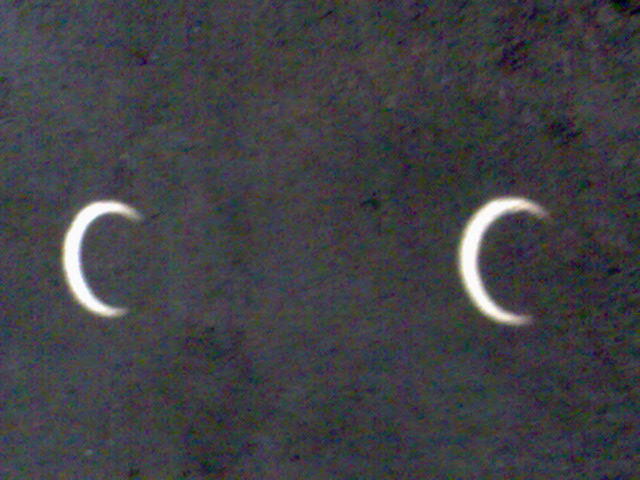
印度帕利帕拉耶姆的日食投影
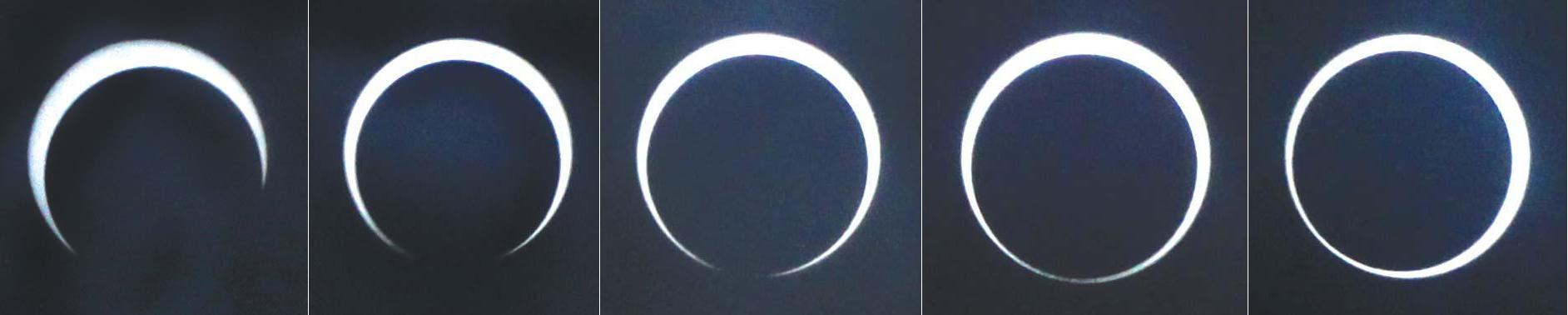
印度特里凡得琅的日環食過程
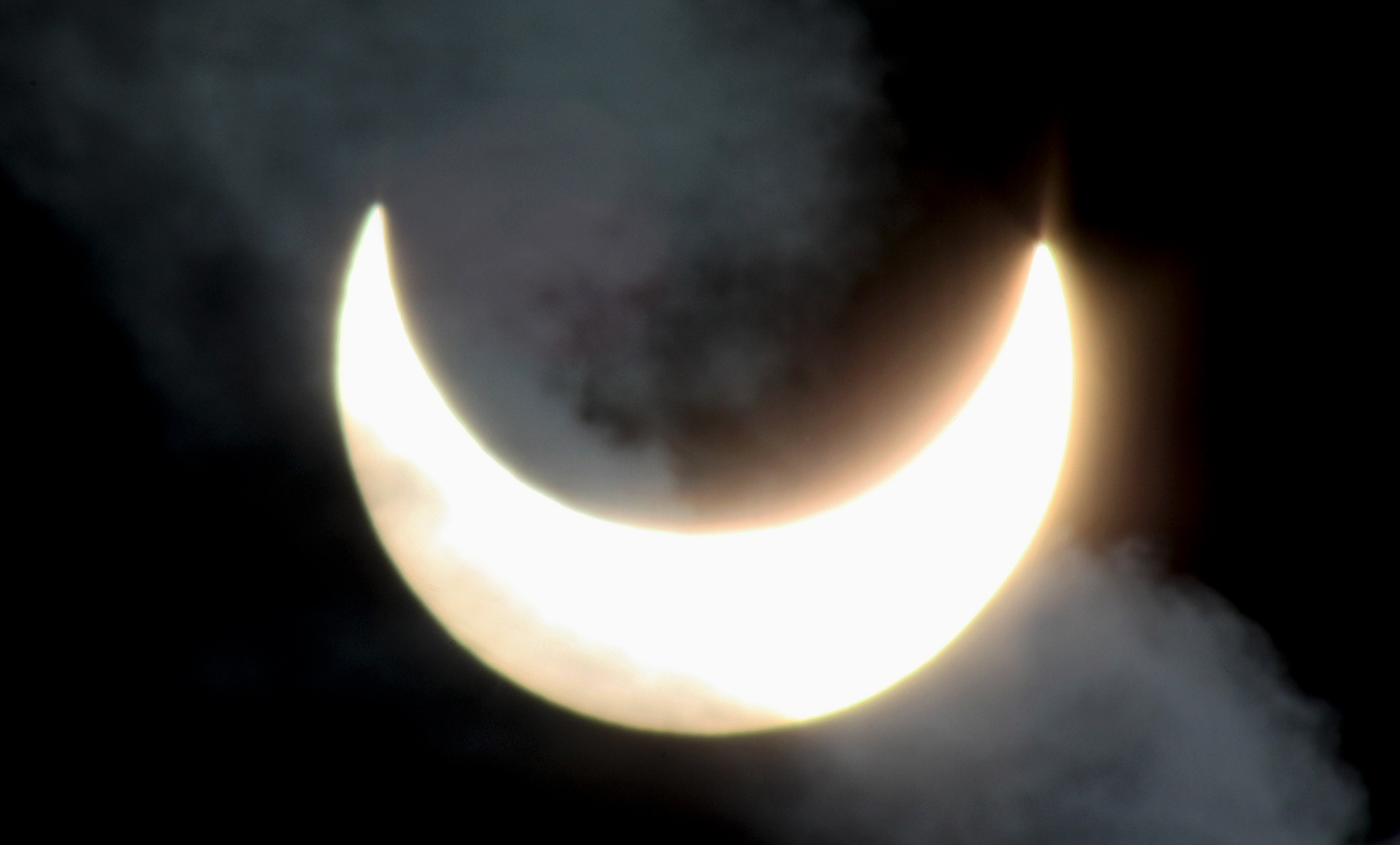
斯里蘭卡巴提卡洛阿，8:28 UTC
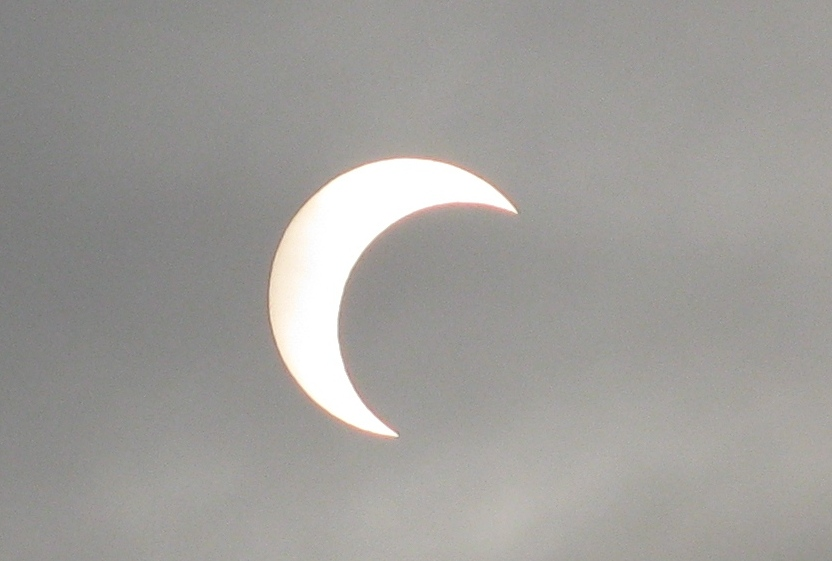
越南河內，8:36 UTC
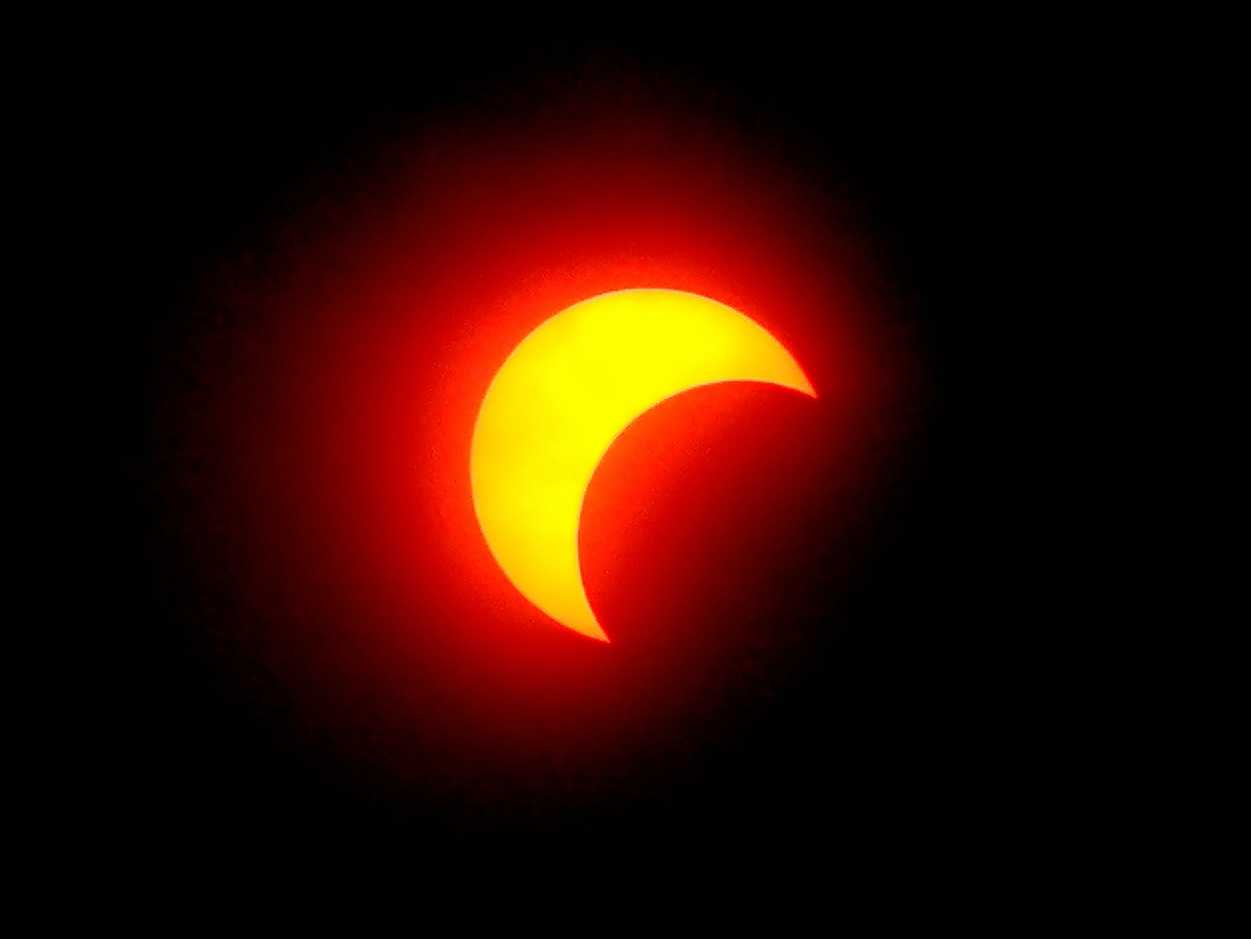
香港中環，8:40 UTC
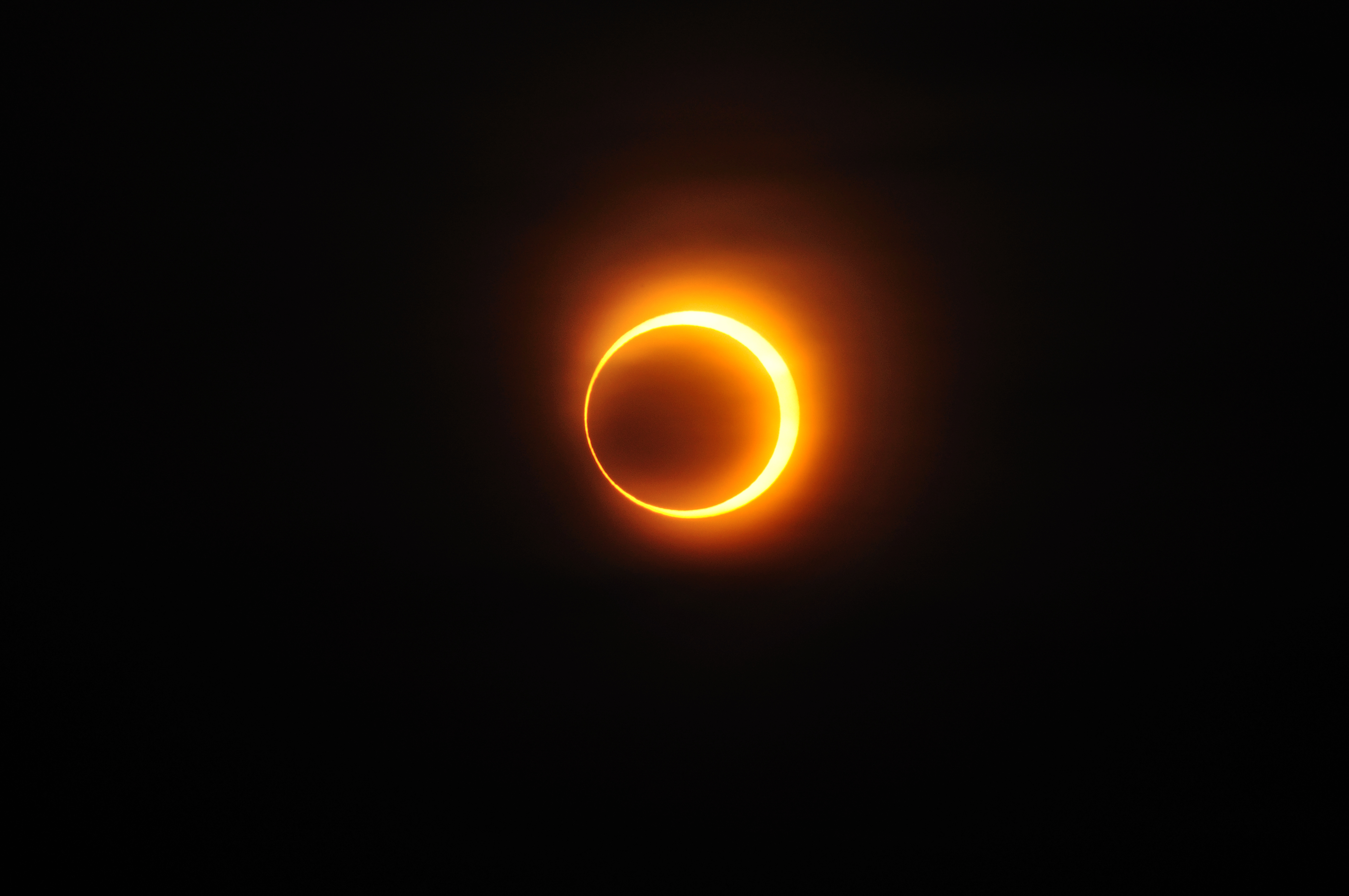
中國濟南市，8:54 UTC
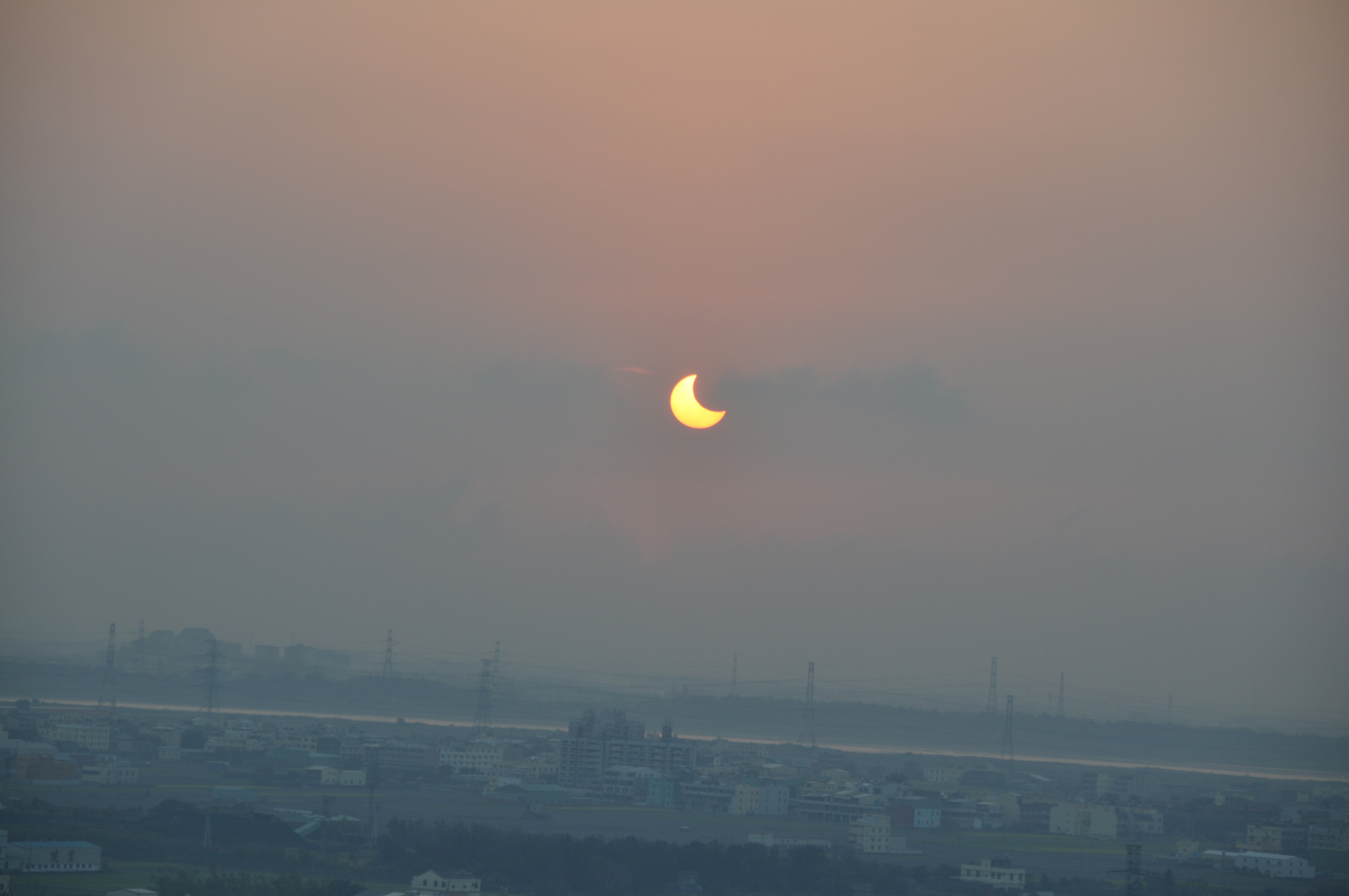
台灣台中市，9:19 UTC

## 相關的日食

### 2008-2011年的日食
月球交替位於相對的月球交點時，以半個交點年（食年），即約177天又4小時間隔出現下列日食。
| 日食列表  |           |           |           |           |           |           |           |           |           |           |           |
| 1997-2000 | 2000-2003 | 2004-2007 | 2008-2011 | 2011-2014 | 2015-2018 | 2018-2021 | 2022-2025 | 2026-2029 | 2029-2032 | 2033-2036 | 2036-2039 |

| 升交點                                                         | 升交點                  |                                  | 降交點                  | 降交點 |
| 沙羅周期                                                       | 地圖                    | 沙羅周期                         | 地圖                    |        |
| 121 新西兰基督城的日偏食                                       | 2008年2月7日 環食       | 126 俄罗斯新西伯利亚的日全食     | 2008年8月1日 全食       |        |
| 131 印尼帕朗卡拉亞的日環食                                     | 2009年1月26日 環食      | 136 孟加拉国古里格拉姆县的日全食 | 2009年7月22日 全食      |        |
| 141 中非共和國班基的日環食                                     | 2010年1月15日 環食      | 146 法屬玻里尼西亞豪環礁的日全食 | 2010年7月11日 全食      |        |
| 151 奥地利維也納的日偏食                                       | 2011年1月4日 偏食（北） | 156                              | 2011年7月1日 偏食（南） |        |
| 註：2011年6月1日和2011年11月25日的日偏食屬於下一組交點年系列。 |                         |                                  |                         |        |

### 沙羅周期
沙羅周期長度為18年11天。本次日食屬於沙羅週期141，共包含70次日食，依次為1613年5月19日至1721年7月24日的7次日偏食、1739年8月4日至2460年10月14日的41次日環食、2478年10月26日至2857年6月13日的22次日偏食，總共歷時1244.08年。本周期並無日全食。
下表列舉了1901年至2100年間發生的屬於該周期的日食，是第17至28次：
| 17             | 18             | 19            |
| -------------- | -------------- | ------------- |
| 1901年11月11日 | 1919年11月22日 | 1937年12月2日 |
| 20             | 21             | 22            |
| 1955年12月14日 | 1973年12月24日 | 1992年1月4日  |
| 23             | 24             | 25            |
| 2010年1月15日  | 2028年1月26日  | 2046年2月5日  |
| 26             | 27             | 28            |
| 2064年2月17日  | 2082年2月27日  | 2100年3月10日 |

### 默冬序列
默冬序列是至少包含5個以19年（6939.69天）重覆出現的食的週期組合，而這些日食幾乎都出現在日曆上相同的日期。另一方面，它也包含了1/5長或3.8年（1387.94天）的子週期。
這個序列從1964年6月10日至2036年8月21日，其中包含了20次的日食事件。
| 6月10-11日    | 3月27-29日    | 1月15-16日    | 11月3日       | 8月21-22日    |
| 117           | 119           | 121           | 123           | 125           |
| ------------- | ------------- | ------------- | ------------- | ------------- |
| 1964年6月10日 | 1968年3月28日 | 1972年1月16日 | 1975年11月3日 | 1979年8月22日 |
| 127           | 129           | 131           | 133           | 135           |
| 1983年6月11日 | 1987年3月29日 | 1991年1月15日 | 1994年11月3日 | 1998年8月22日 |
| 137           | 139           | 141           | 143           | 145           |
| 2002年6月10日 | 2006年3月29日 | 2010年1月15日 | 2013年11月3日 | 2017年8月21日 |
| 147           | 149           | 151           | 153           | 155           |
| 2021年6月10日 | 2025年3月29日 | 2029年1月14日 | 2032年11月3日 | 2036年8月21日 |

## 資料來源
1. ↑  樊忠玉. . 中国天文科普网.   [2015-12-09]. （原始内容存档于2014-09-17）.
2. 1 2  Fred Espenak.  (PDF). NASA Eclipse Web Site.   [2009-12-16]. （原始内容存档 (PDF)于2020-10-18）.（英文）
3. ↑  Fred Espenak. . NASA Eclipse Web Site.   [2015-12-09]. （原始内容存档于2020-11-25）.（英文）
4. ↑  Xavier M. Jubier. .   [2016-01-10]. （原始内容存档于2019-06-12）.（法文）（英文）
5. ↑  Fred Espenak. . NASA Eclipse Web Site.   [2015-12-09]. （原始内容存档于2008-08-08）.（英文）
6. 1 2  Fred Espenak. . NASA Eclipse Web Site.   [2015-12-11]. （原始内容存档于2020-10-28）.（英文）
7. ↑  . NASA Eclipse Web Site.   [2015-12-11]. （原始内容存档于2019-06-10）.（英文）
8. ↑  . 中國新聞網. 2010-01-15  [2015-12-11]. （原始内容存档于2019-06-08）.
9. ↑  . 印度教徒報. 2009-12-13  [2015-12-11]. （原始内容存档于2019-08-22）.（英文）
10. ↑  . 印度教徒報. 2009-01-13  [2015-12-11]. （原始内容存档于2019-08-22）.（英文）
11. ↑  . 印度教徒報. 2009-01-14  [2015-12-11]. （原始内容存档于2019-08-22）.（英文）
12. ↑  . 新华网. 2010-01-15  [2015-12-11]. （原始内容存档于2010-01-20）.
13. ↑  . 新华网. 2010-01-14  [2015-12-11]. （原始内容存档于2010-01-18）.
14. ↑  . 新华网. 2010-01-15  [2015-12-11]. （原始内容存档于2010-01-19）.
15. ↑  . 人民网. 2010-01-15  [2015-12-11]. （原始内容存档于2012-01-22）.
16. ↑  . 都市晨報. 2010-01-16  [2015-12-11]. （原始内容存档于2015-12-22）.
17. ↑  . 人民网. 2010-01-15  [2015-12-11]. （原始内容存档于2016-03-04）.
18. ↑  Fred Espenak. . NASA Eclipse Web Site.（英文）

## 外部連結
- NASA對本次日食的分析資料（页面存档备份，存于）（英文）
- NASA關於2010年歷次日月食的資料（页面存档备份，存于）（英文）
- 可見區域圖和時間統計：由弗雷德·埃斯佩纳克做出的日食預報，NASA/GSFC
  - Google互動地圖呈現的日食範圍
  - 貝塞爾元素
- Google地圖顯示的日環食和日偏食範圍（页面存档备份，存于）（法文）（英文）
- Eclipse.org.uk的2010年1月15日日環食資料（英文）
- Hermit.org的日食可見情況分析（页面存档备份，存于）（英文）
- 全球部分地區的日環食及日偏食模擬動畫（英文）

照片：
- 云南大理的日環食（页面存档备份，存于）
- Spaceweather.com的多地日環食及日偏食照片（页面存档备份，存于）（英文）
- 2010年1月15日日環食（页面存档备份，存于），傑·珀薩喬夫（英语：Jay Pasachoff）拍攝於印度（英文）
- 海神殿上空的天狗食日（日偏食），2010年1月18日每日一天文圖，拍攝於希腊蘇尼翁（英语：Sounion）
- 千年一次的日環蝕，2010年1月22日每日一天文圖，拍攝於印度科摩林角，同一張圖於2012年5月19日再次入選每日一天文圖日環食
- 樹蔭裡的日食，2010年1月23日每日一天文圖，拍攝於马尔代夫阿利夫阿利夫環礁（英语：Alif Alif Atoll）
- 缅甸的日環食（連續攝影），2010年1月26日每日一天文圖，拍攝於缅甸蒲甘阿難陀寺
- 香港天文台拍攝的日偏食過程動畫

| \| \| 日食 \|                             |                              |                                           |
| 上一次日食： 2009年7月22日日食 （日全食） | 2010年1月15日日食 （日環食） | 下一次日食： 2010年7月11日日食 （日全食） |
| 上一次日環食： 2009年1月26日日食          | 2010年1月15日日食 （日環食） | 下一次日環食： 2012年5月20日日食          |
|                                           | 日食                         |                                           |